# Nok Air
นกแอร์
We fly smiles
Nok Air (Code IATA: DD, Code OACI: NOK) est la première compagnie aérienne thaïlandaise à bas coûts (low-cost) basée à l'aéroport international Don Muang (DMK) de Bangkok. Thai Airways International en est l'actionnaire majoritaire. Fondée le 10 février 2004, Nok Air propose des vols au départ de Bangkok et de Chiang Mai vers une trentaine de villes et d'îles en Thaïlande ainsi qu'à Yangon au Myanmar (ex-Birmanie).
La compagnie aérienne est associée à la première compagnie premium thaïlandaise car le prix du billet inclut un snack à bord, un bagage de 15 kg en soute, le Wi-Fi à l'aéroport, le choix du siège et pour la quinzaine d'îles n'ayant pas d'aéroport, un transfert par bateau est également possible.
« Nok » signifie « oiseau » en thaï. La couleur jaune utilisée par la compagnie est synonyme de chaleur et d'amitié dans la culture thaïe. L'avant de la carlingue des avions de Nok Air est peint en jaune pour représenter un bec d'oiseau.

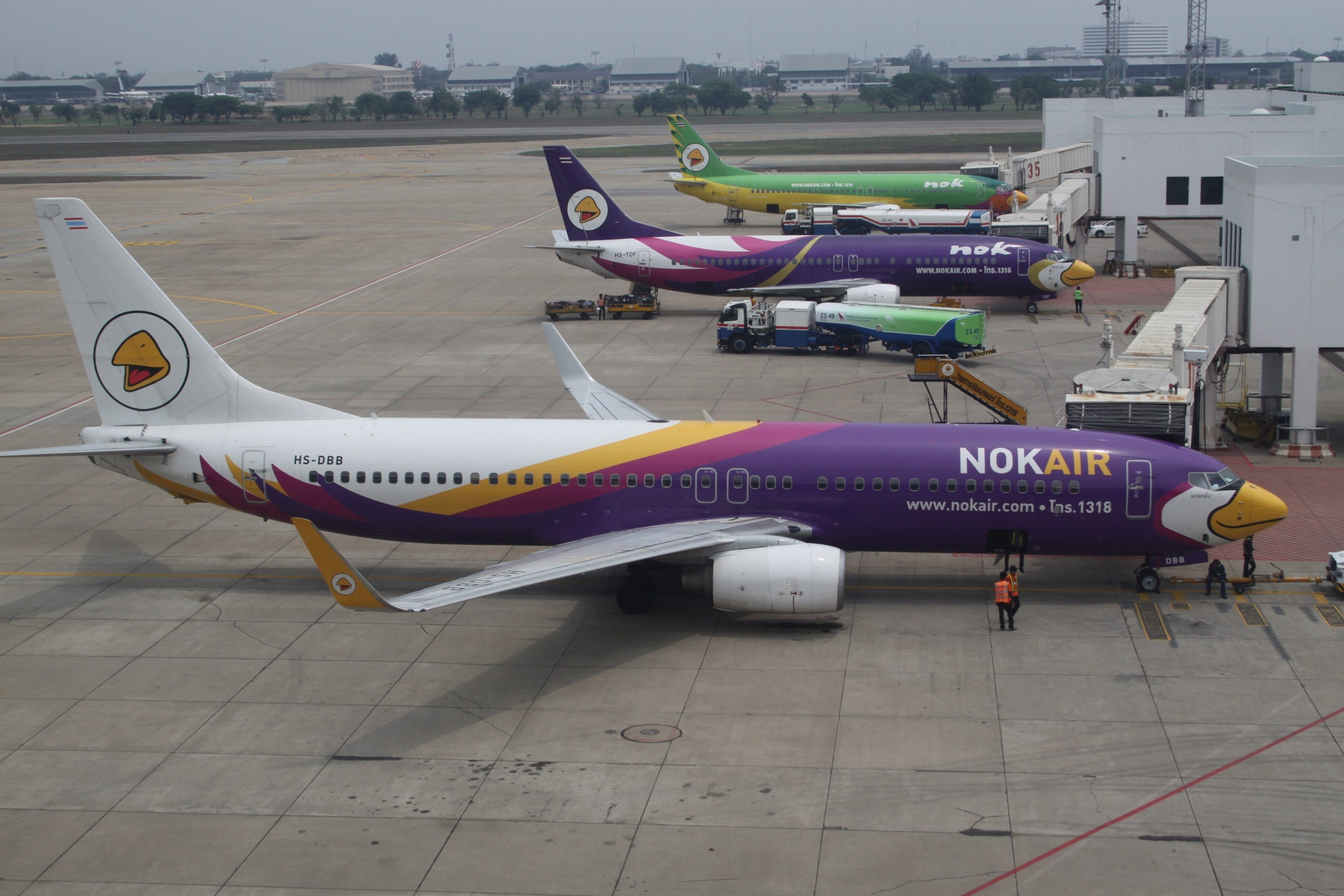
Des avions de Nok Air

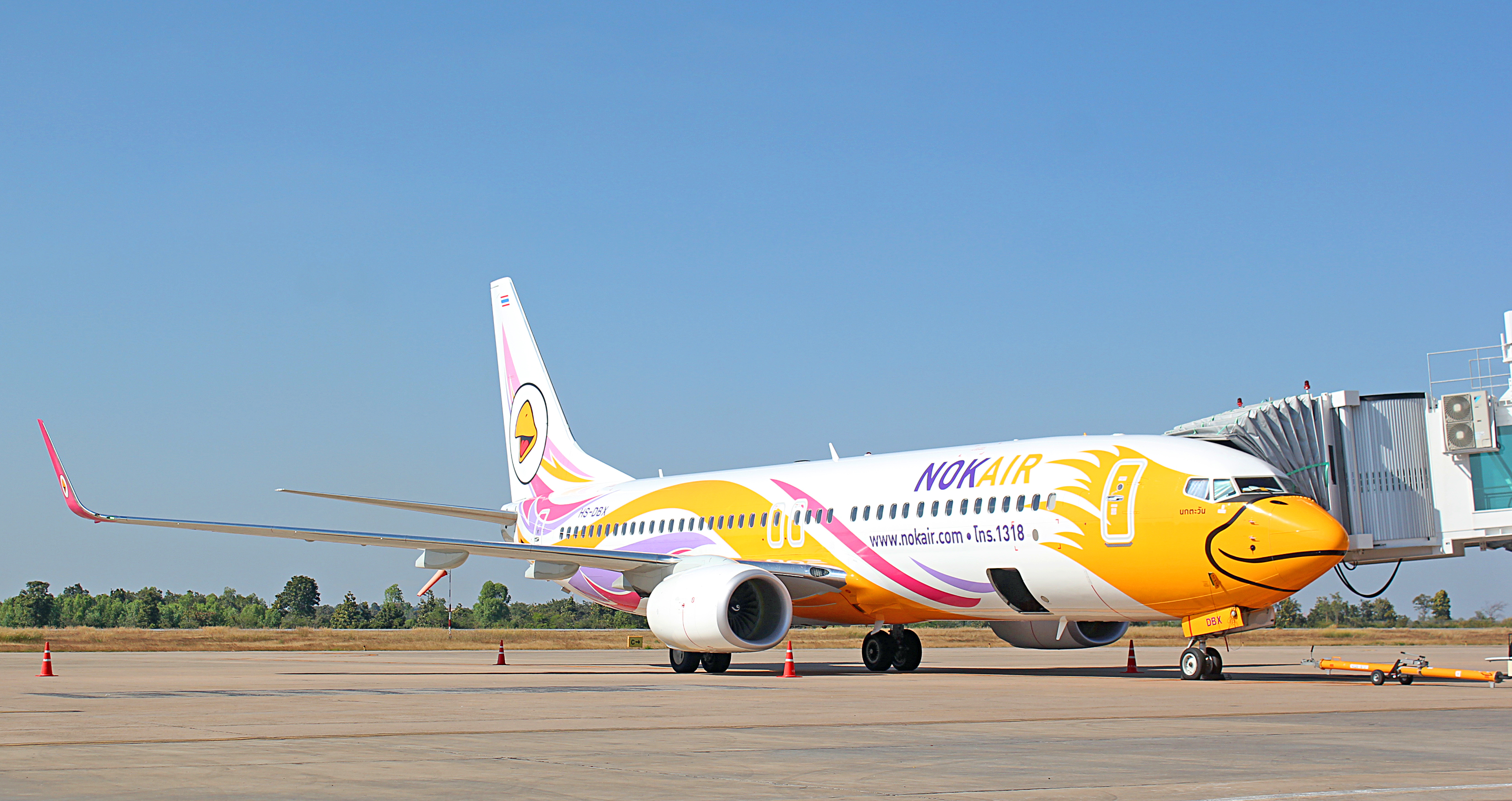
Un Boeing 737-800 de Nok Air

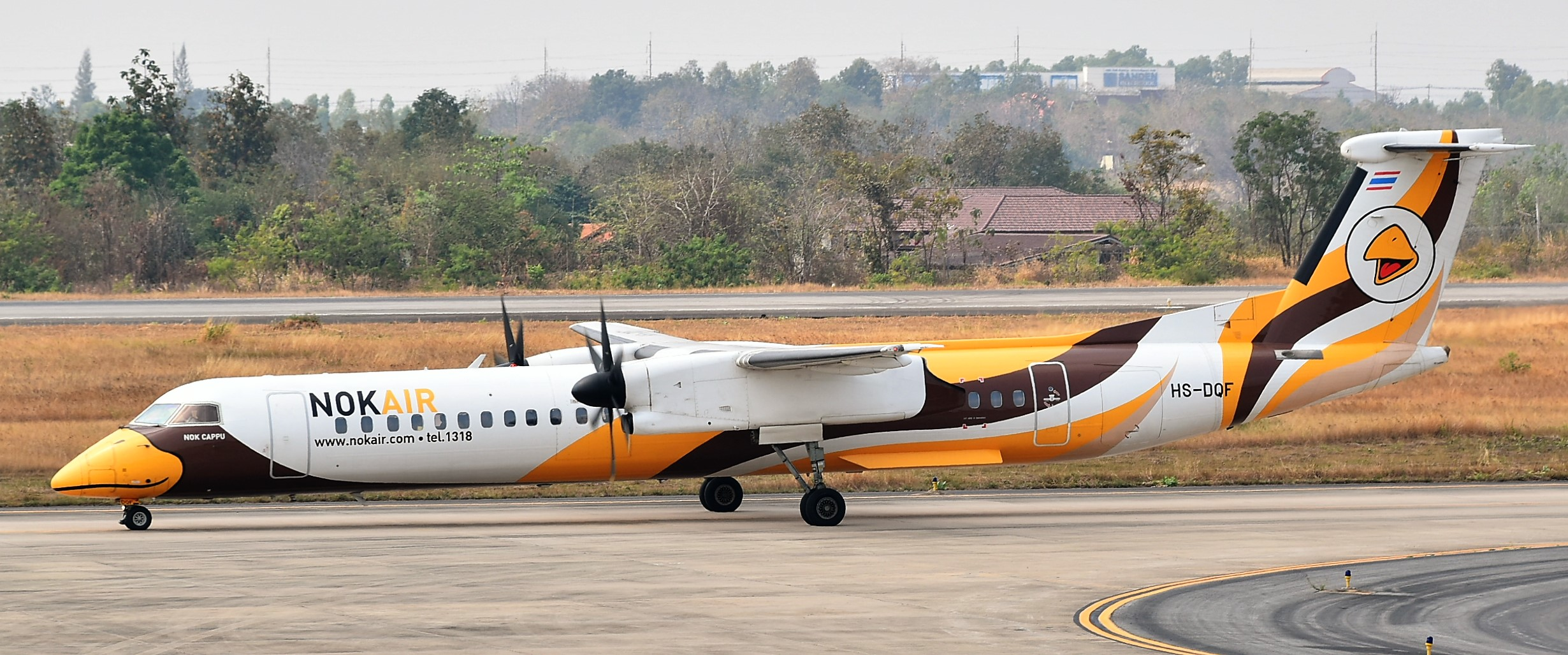
Un turbopropulseur Dash 8-Q400 de Nok Air

## Flotte
En Juillet 2021, la flotte de Nok Air se compose de la manière suivante: 

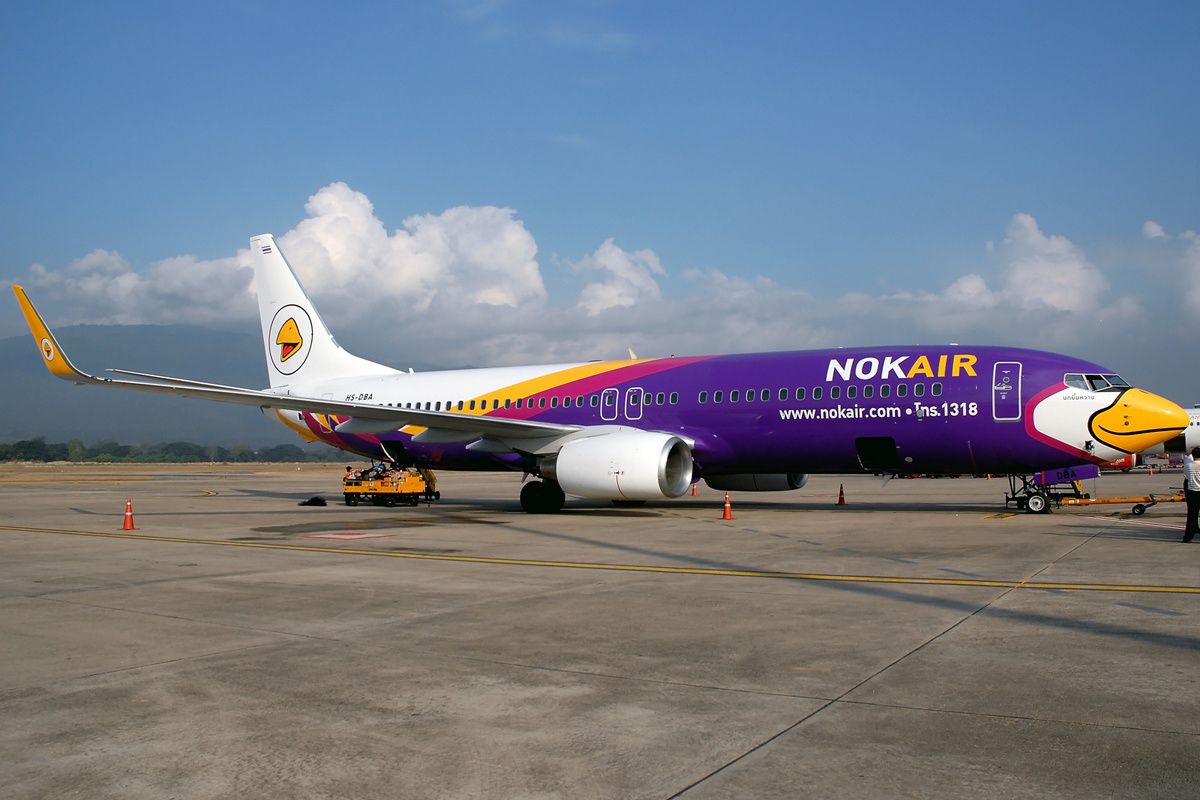
Boeing 737-800

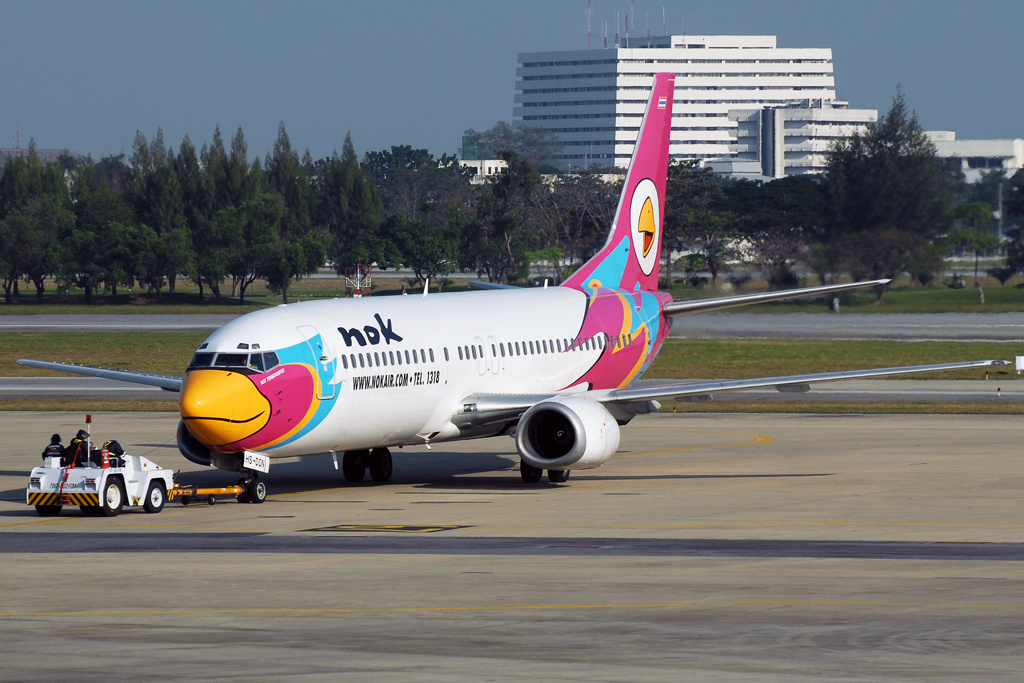
Un Ancien Boeing 737-400 De Nok Air

La compagnie a par ailleurs déjà opéré les types d'avions suivants :
- 5 ATR 72-200 (2011-2019)
- 14 Boeing 737-400 (2004-2017)

## Sécurité
La compagnie utilise les mêmes avions et la même équipe de maintenance que Thai Airways. Elle coopère avec la compagnie française Air France et la compagnie allemande Lufthansa à qui elle achète des avions, des composants ou encore des plans d'ingénieries[réf. nécessaire].
Nok Air est certifiée conforme par le Département de l'Aviation civile de Thaïlande (DCA), la Federal Aviation Administration (États-Unis) et les Autorités conjointes de l'aviation (Europe).

## Principaux actionnaires[réf.nécessaire]
| Actionnaires                                                     | Parts de l'entreprise détenues (en %) |
| ---------------------------------------------------------------- | ------------------------------------- |
| Thai Airways International Public Company Limited                | 39 %                                  |
| Krung Thai Bank Public Company Limited                           | 10 %                                  |
| Dhipaya Insurance Public Company Limited                         | 10 %                                  |
| Government Pension Fund                                          | 10 %                                  |
| CPB Equity Company Limited                                       | 6 %                                   |
| The Siam Commercial Bank Public Company Limited                  | 5 %                                   |
| Thailand Prosperity Fund by ING Funds (Thailand) Company Limited | 5 %                                   |
| King Power International Company Limited                         | 5 %                                   |
| Investisseurs individuels                                        | 10 %                                  |

## Les différentes livrées de Nok Air en photos

Boeing 737-800
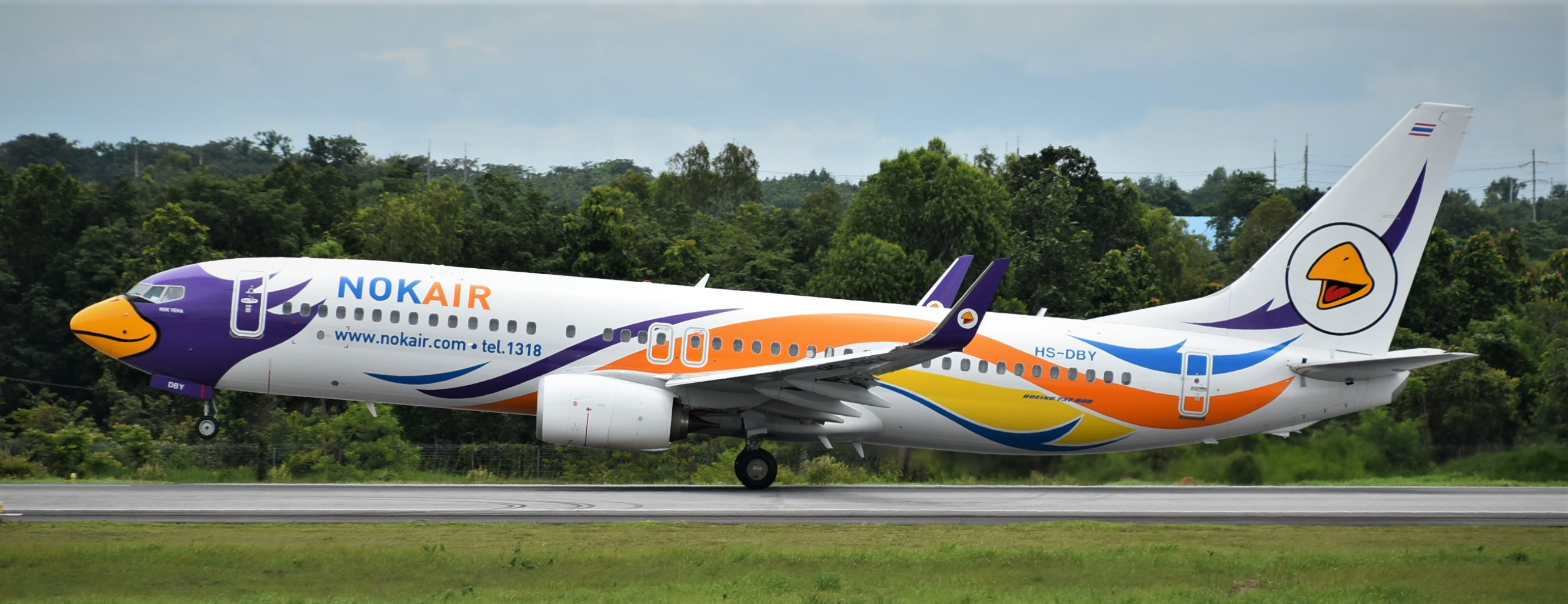
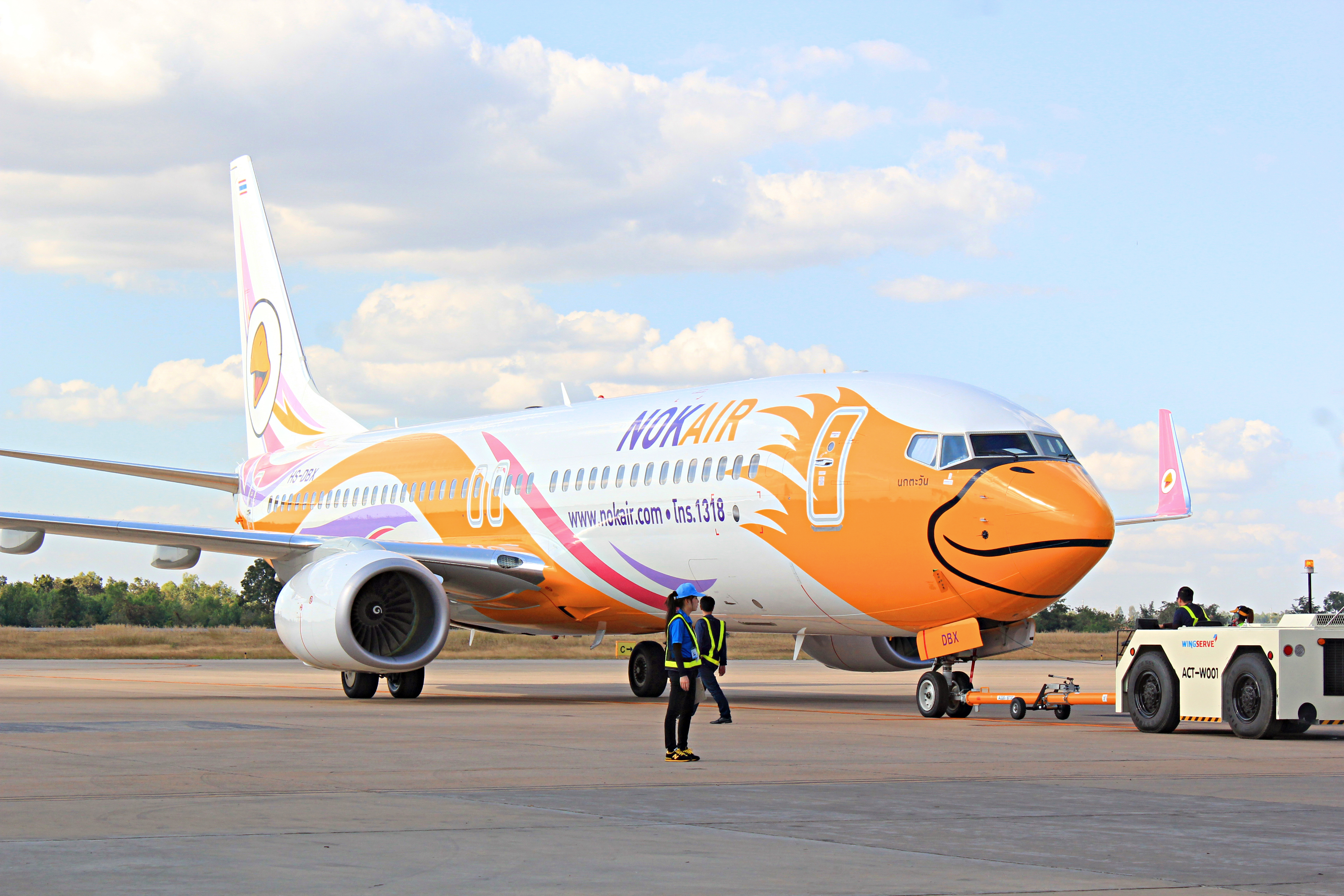
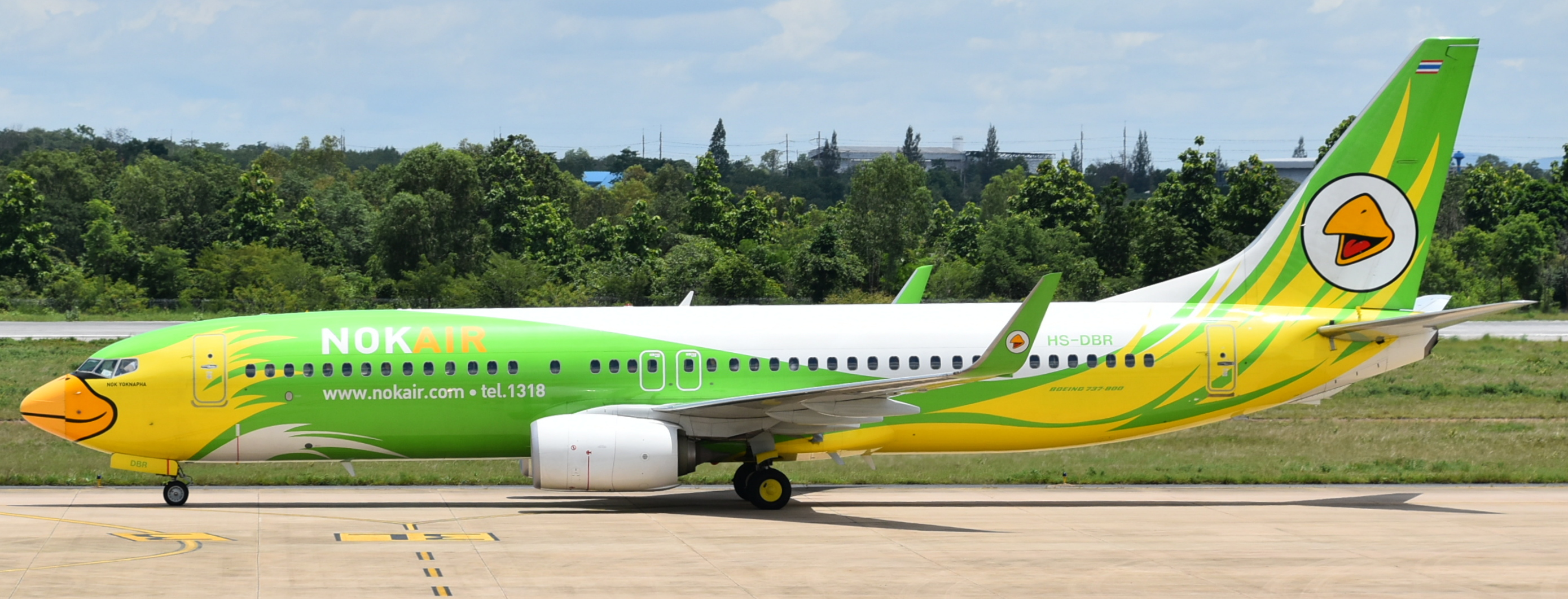
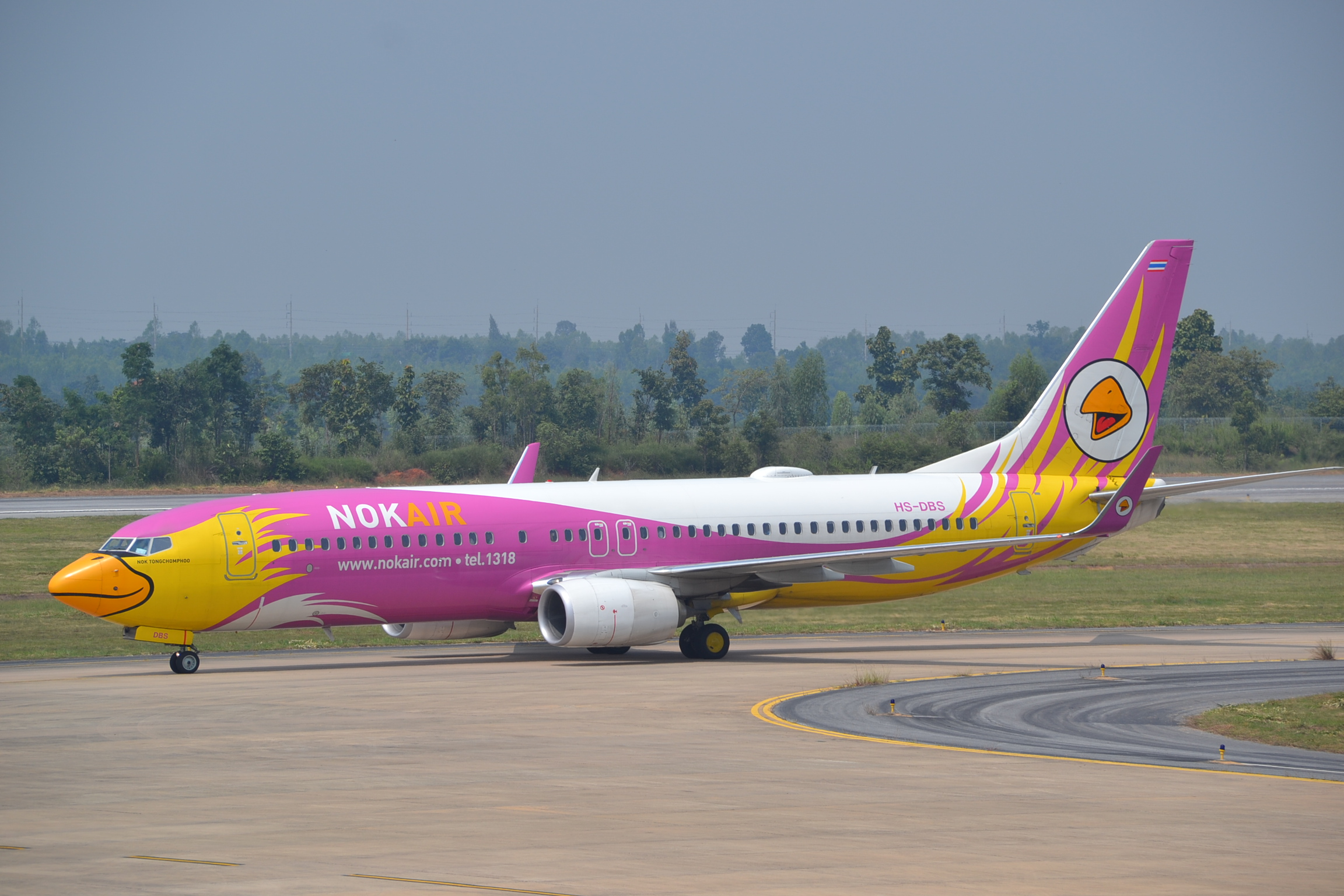
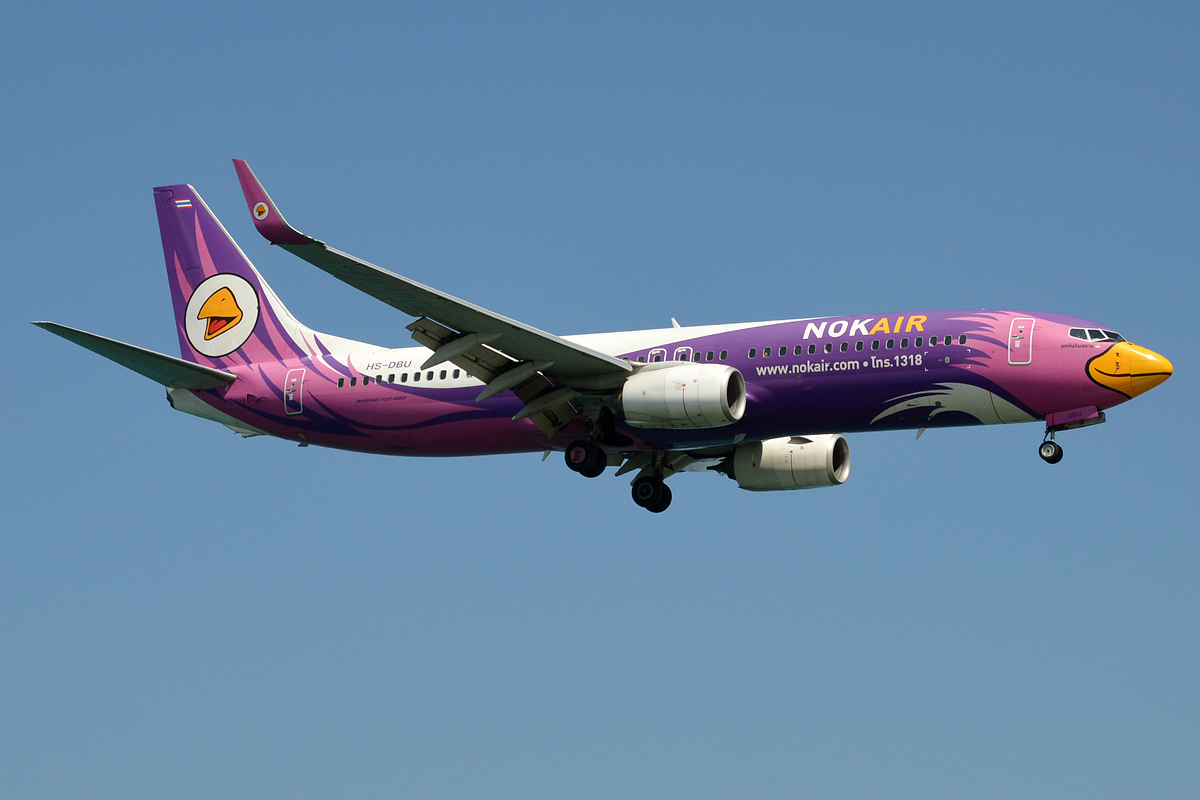
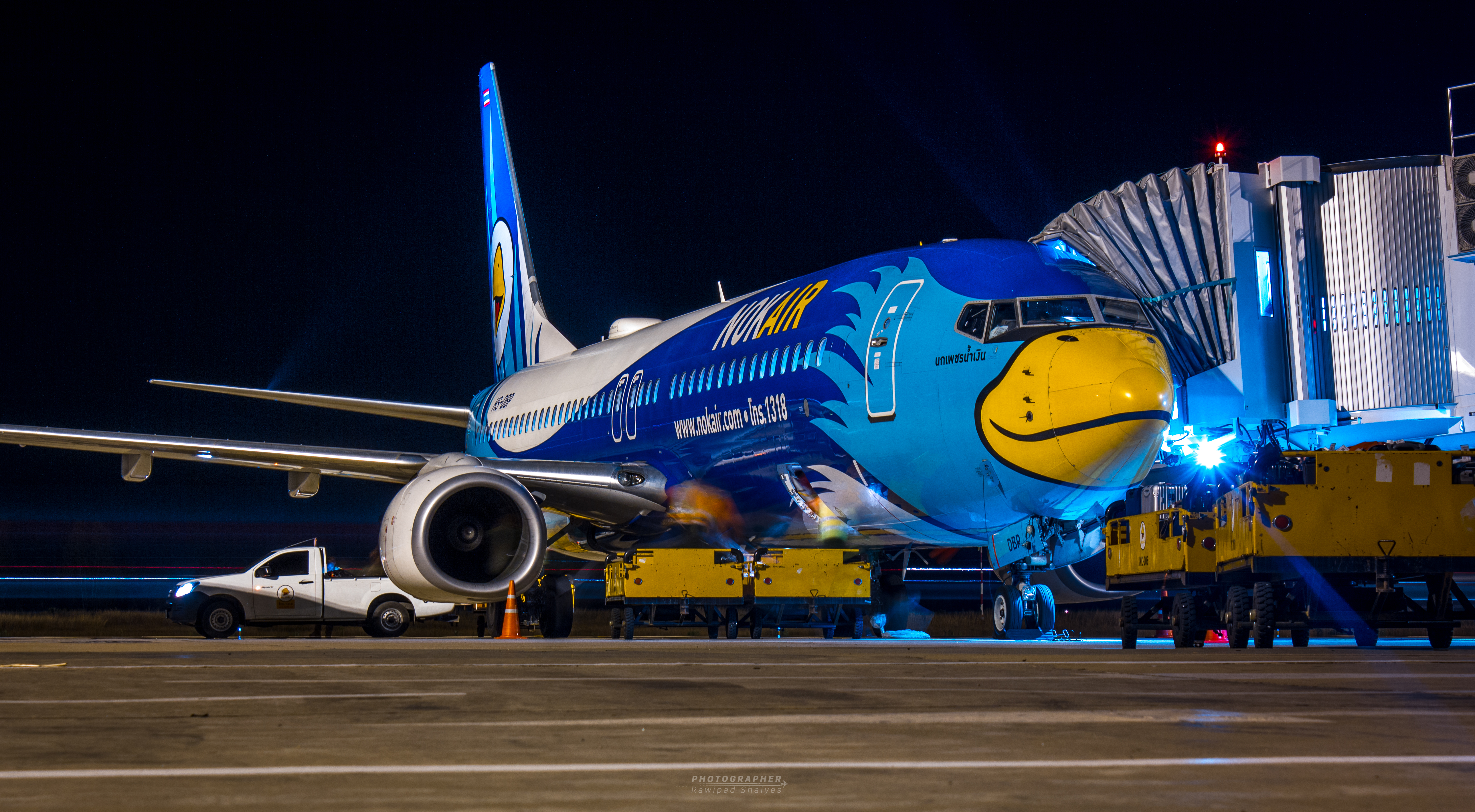
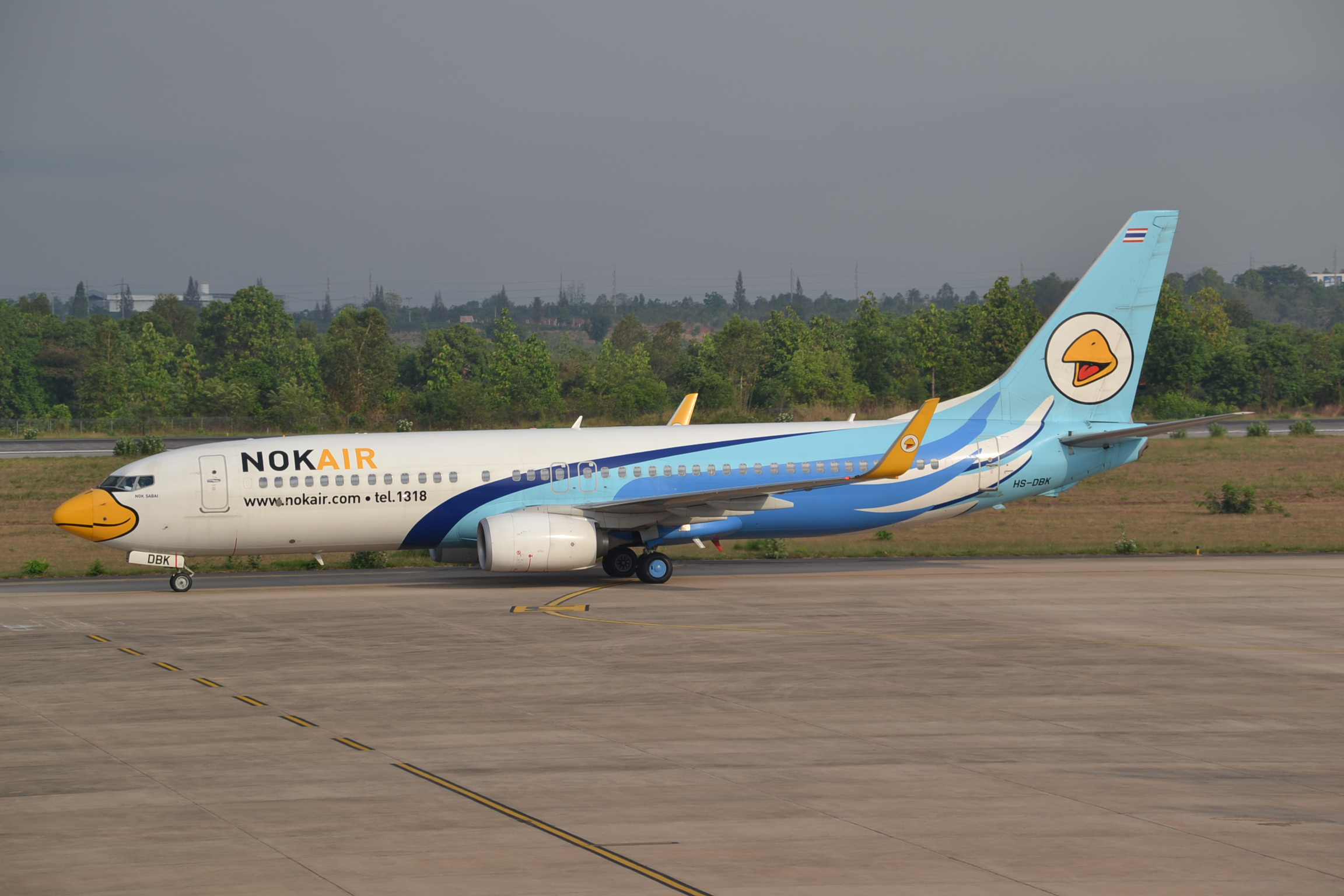

Dash 8-Q400
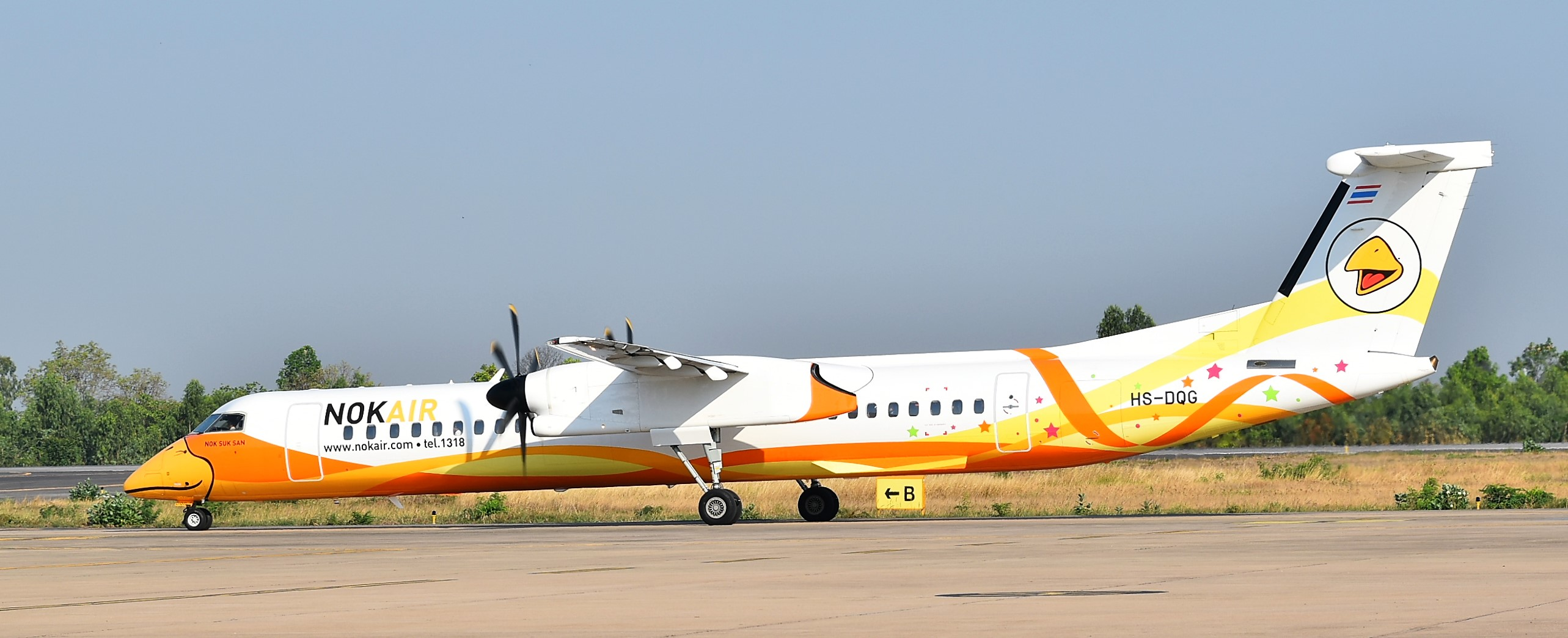
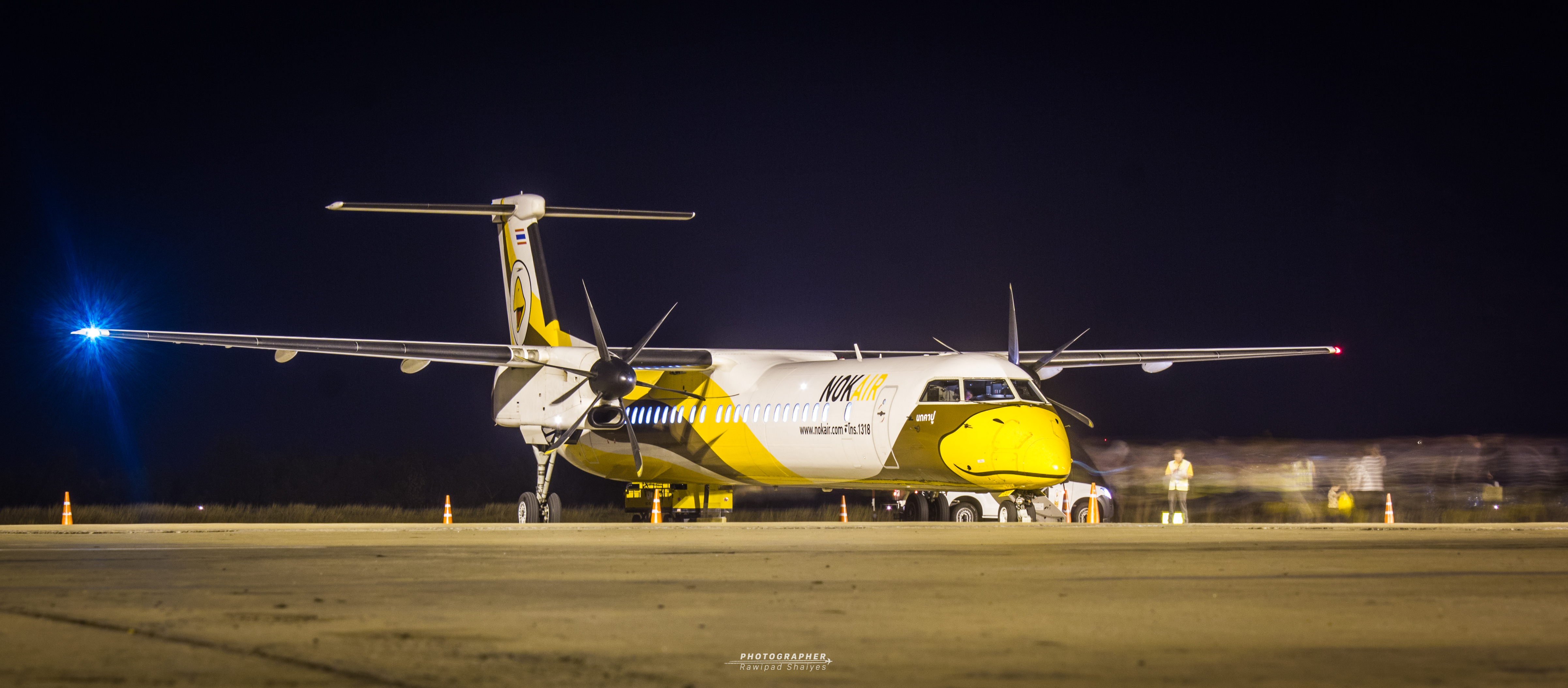
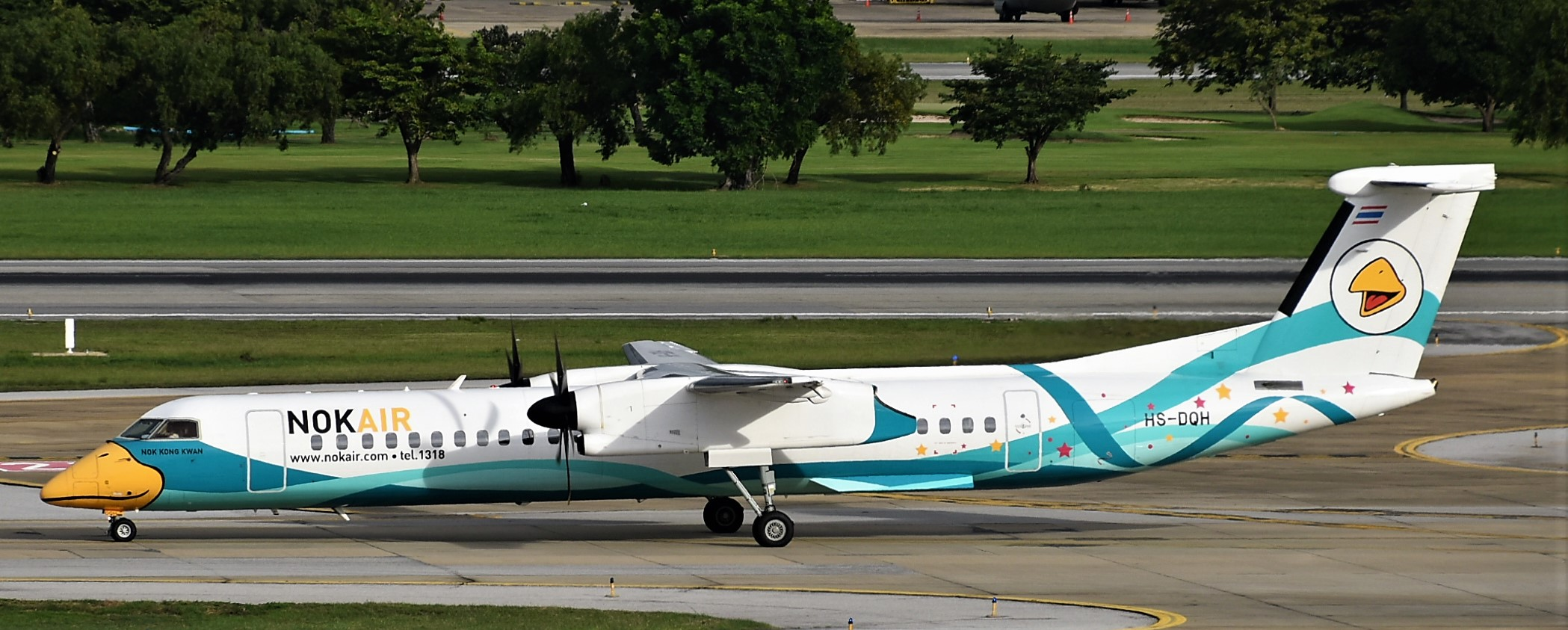